# Аліса Ґарґ
Аліса Ґарґ (нар. 1942) — освітянка та активістка, секретарка-засновниця Товариства Бал Рашмі, некомерційної НУО. Вона заснувала Національний музей черепашок Еліс Гарг у Джайпурі. Аліса також виступає за скасування саті (практика) та вбивства жінок. У 1997 році вона отримала спеціальну нагороду за соціальні досягнення в рамках Національної нагороди Годфрі Філіпса за хоробрість.

## Товариство Бал Рашмі
Аліса заснувала Товариство Бал Рашмі після того, як 14 листопада 1972 року звільнилася з роботи викладачки, отримавши 4000 рупій. Товариство було стурбовано «Допомогою, благополуччям та розвитком дітей, жінок та сімей загалом, які є бідними, занедбаними, знедоленими та приниженими та живуть у складних обставинах та розвитку громади».
Зараз товариство утримує 183 знедолених дітей з пригноблених каст і має понад 1640 дітей, які навчаються в його школах. Товариство присутнє у понад 138 селах. Воно здійснює велику кількість державних програм у нетрях Джайпура та інших сіл, які фінансуються як урядом Раджастану, так і урядом Індії.

### У новинах
У 1997 році Аліса проводила кампанію проти осіб, причетних до імовірного зґвалтування жінки 15 особами, включаючи тодішнього заступника суперінтенданта поліції в лікарні JC Bose в Джайпурі. Кампанія розкритикувала уряд штату та підняла голос проти неспроможності поліції заарештувати підозрюваних.
Троє членів товариства, Абдул Саттар, Сіта Рам і Сатья Нараін були заарештовані і, згідно з повідомленнями NHRC, у в'язниці піддалися жорстокому поводженню . Щоб уникнути арешту, Аліса сховалася.
Товариство було звинувачено у зґвалтуванні, вбивстві та розтраті, але згодом з усіх звинувачення були зняті. За словами пані Ґарґи: «Нас судили за чотири справи про зґвалтування, одне вбивство та одну погрозу та три нецільове використання коштів. Нам було висунуто п’ятнадцять підозр, а я була звинувачена у всіх дев’яти випадках. Але я дуже рада вам сказати, що під час повторного розслідування вони нічого не довели, і вони виклали остаточний звіт на нашу користь. Але, бачте, 17 місяців там сиділи чотири людини. Мої колеги. І один хлопець помер — молодий юнак, залишив двох дочок і одну дитину в утробі — від шоку».

## Національний музей Еліс Ґарґ
Національний музей Аліси Ґарґ — приватний музей, що належить Меморіальному фонду Рустомджі, розташований у Мальвія-Нагарі (Джайпур). Він був створений фізиком К. Б. Ґарґом на ім’я його дружини, коли їхня особиста колекція черепашок стала занадто великою, щоб зберігати її вдома. Це єдиний музей в Індії, що повністю присвячений черепашкам і має колекцію з понад 3000 морських черепашок.

## Нагороди та визнання
- Премія Джамналала Баджаджа, 2003 р.[10]
- Спеціальна нагорода за соціальні досягнення в рамках Національної нагороди Годфрі Філіпса за хоробрість, 2007 р.[4]